# Oriol Vilanova

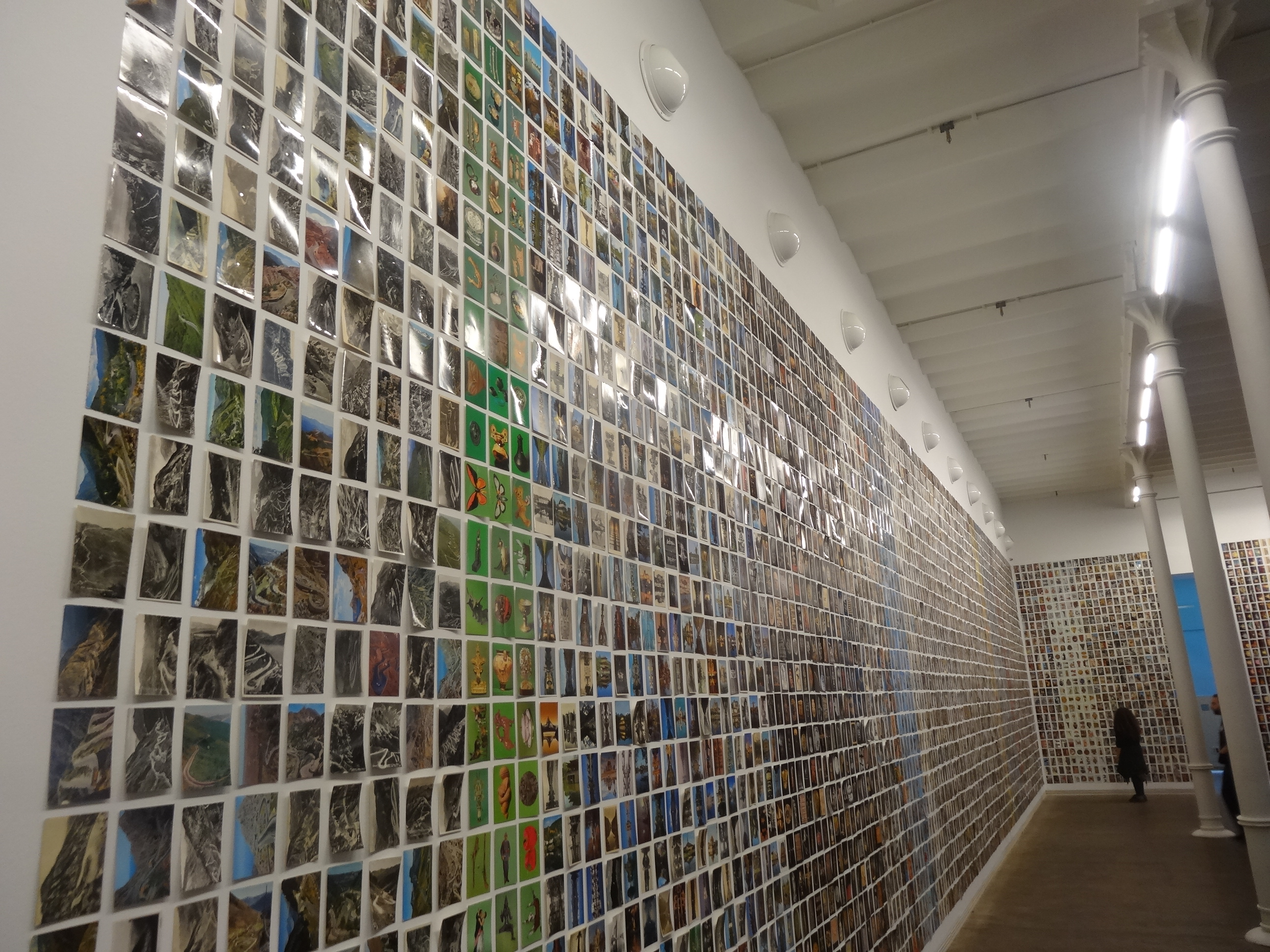
Diumenge (Exhibició de la col·lecció de postals d'Oriol Vilanova a la Fundació Tàpies).

Oriol Vilanova (Manresa, 1980) és un artista català que viu i treballa a Brussel·les, amb estades a Barcelona i París. S'ha interessat pels mecanismes polítics de construcció de la història i de la mirada, i bona part de les seves obres funcionen com a gabinets de curiositats. Seguint un mètode de treball centrat en la recol·lecció i documentació d'imatges, presenta l'obra com un arxiu o enciclopèdia de documents visuals al servei de la desconstrucció del relat unívoc del passat. Ha tocat temes com l'èxit i el triomf, el museu com a espai expositiu en desús, les icones del passat i la reescriptura de la història. Vilanova ha fet instal·lacions, performances i teatre-performances, però també pòsters, llibres d'artista i llibres intervinguts. Ha dut a terme una tasca editora amb JRP Ringier-Christoph Keller Editions, Cru i EFF, a banda de crear l'editorial Editions for Friends. La seva obra forma part de la Col·lecció MACBA.
Del 7 de febrer al 28 de maig del 2017 exposa a la Fundació Antoni Tàpies de Barcelona la seva col·lecció íntegra de 30.000 postals que ha anat adquirint als mercats de vell amb l'exposició Oriol Vilanova. Diumenge.